# Hippoidea
Hippoidea es una superfamilia de crustáceos decápodos del infraorden Anomura.